# Archidiecezja Mercedes-Luján
Archidiecezja Mercedes-Luján (łac. Archidioecesis Mercedensis-Luianensis) – archidiecezja Kościoła rzymskokatolickiego w Argentynie.

## Historia
20 kwietnia 1934 roku papież Pius XI bullą Nobilis Argentinæ Nationis erygował diecezję Mercedes. Dotychczas wierni z tym terenów należeli do diecezji (obecnie archidiecezji) La Platy.
3 marca 1947 roku diecezja utraciła część swojego terytorium na rzecz nowo powstającej diecezji San Nicolás de los Arroyos, zaś 11 lutego 1957 roku na rzecz diecezji Nueve de Julio oraz Santa Rosa.
10 maja 1989 diecezja zmieniła nazwę na Mercedes-Luján.
21 listopada 1997 roku decyzją papieża Jana Pawła II wyrażoną w bulli Omnibus Satis Sonstat diecezja została podniesiona do rangi archidiecezji.
4 października 2019 ustanowiona metropolią.

## Ordynariusze

### Biskupi Mercedes
- Juan Pascual Chimento (1934–1938)
- Anunciado Serafini (1939–1963)
- Luis Juan Tomé (1963–1981)
- Emilio Ogñénovich (1982–1997)

### Arcybiskupi Mercedes-Luján
- Emilio Ogñénovich (1997−2000)
- Rubén Héctor di Monte (2000–2007)
- Agustín Radrizzani, SDB (2007–2019)
- Jorge Eduardo Scheinig (od 2019)

### Biskupi pomocniczy Mercedes-Luján
- Mauricio Landra (od 2023)